# Чик (река)
Чик — река в Новосибирской области России. Сливаясь с Оёшем, образует реку Чаус.
Длина — 114 км, площадь водосборного бассейна — 2740 км².
Протекает в северо-восточном направлении по территории Ордынского, Коченёвского и Колыванского районов.

## Гидрология
По данным наблюдений с 1950 по 1998 год среднегодовой расход воды у села Прокудского (44 км от устья) составляет 2,02 м³/с, максимальный расход приходится на апрель, минимальный — на февраль. Ширина реки здесь около 19 м, средняя глубина — 0,7 м, но песчаные перекаты с глубинами по щиколотку, заросшие травой, чередуются с ямками глубиной до 2-3 метров и омутами с глубинами 6-8 метров, имеющими илистое дно, скорость течения — 0,2 м/с, на перекатах и рукотворных плотинах, выложенных в русле из гранитных булыжников и камней, скорость течения существенно выше.. Берега в верховьях реки низменные, зачастую заболоченные. В среднем течении, чуть выше посёлка городского типа Чик, они становятся возвышенными, появляются обрывы и яры, скорость течения увеличивается, появляются песчаные перекаты и отмели, на берегах песчаные пляжи, которых не увидишь в верховьях Чика. На всём протяжении реки много родников и ключей.
В 1972 году на берегах реки Чик, в районе села Прокудского, проходили съёмки художественного фильма «Горячий снег».

## Фауна
В реке обитают такие виды рыб, как пескарь, ёрш, окунь, чебак, плотва, карась, щука, сазан, верховка, вьюн, изредка встречается линь, попадаются лещ и подъязок, заходящие во время весеннего половодья из Оби. Ранее был многочислен налим, ныне полностью истреблённый из-за своей неповоротливости летом, расплодившейся по берегам Чика американской норкой. На Чике и его притоке Камышинке обосновались многочисленные популяции бобра, в верховьях запруживающих речку плотинами и строящими хатки, а в среднем и нижнем течении и на Камышинке живущих в норах под землёй. Так же по всему Чику, от верховьев до устья и на всех притоках плотно расселилась разбежавшаяся с зверофермы в селе Прокудское американская норка. Многочисленны ондатры. Есть раки, обитающие в завалах камней и норах, вырытых в грунте.

## Притоки
(км от устья)
- 20 км: река Камышенка (лв)
- 20 км: водоток старица без названия (пр)
- 66 км: река Шариха (лв)
- 74 км: река Скакунка (лв)
- 80 км: река Федосиха (лв)

## Данные водного реестра
По данным государственного водного реестра России и геоинформационной системы водохозяйственного районирования территории РФ, подготовленной Федеральным агентством водных ресурсов:
- Бассейновый округ — Верхнеобский
- Речной бассейн — (Верхняя) Обь до впадения Иртыша
- Речной подбассейн — Обь до впадения Чулыма (без Томи)
- Водохозяйственный участок — Обь от Новосибирского гидроузла до впадения реки Чулым, без рек Иня и Томь